# Isaac Kimeli
Pour les articles homonymes, voir Isaac et Kimeli.
Isaac Kimeli (né le 9 mars 1994 dans le comté de Uasin Gishu au Kenya) est un athlète belge d'origine kenyanne spécialiste du demi-fond, des courses de fond sur piste et de cross-country. Il a remporté de nombreux titres de champion de Belgique et a participé à deux Jeux olympiques en 2020 et 2024.

## Biographie
Isaac Kimeli, né le 9 mars 1994 au Kenya, est arrivé en 2009 en Belgique dans le cadre d'un regroupement familial et s'est installé à Leeuw-Saint-Pierre. À partir de son arrivée en Belgique, il apprend le français et le néerlandais et est naturalisé belge en 2011. Il effectue sa scolarité à l'Institut Saint-Guidon à Anderlecht (classe d'accueil pour les primo-arrivants) et à l'Institut Don Bosco à Hal. 
Il remporte d'abord des courses dans les catégories d'âge en cross-country et sur piste. En 2013, il est vice-champion d'Europe junior de cross-country. En 2014, il est champion de Belgique du 1 500 mètres et l'année suivante, il remporte la médaille d'argent sur 5 000 mètres aux championnats d'Europe espoirs. En 2016, il est champion d'Europe espoirs de cross-country.
Par la suite, il remporte des médailles en championnats d'Europe. En 2018, il termine à la deuxième place du championnat d'Europe de cross-country. Il se classe 14e des championnats du monde 2019 à Doha sur 5 000 m. Le 16 novembre 2019, Kimeli remporte la Corrida bulloise en 22 min 55 s, à Bulle, en Suisse. Il est médaillé d'argent par équipes aux Championnats d'Europe de cross-country 2019 à Lisbonne. Le 7 mars 2021, il termine deuxième du 3 000 mètres aux Championnats d'Europe d'athlétisme en salle, et le 7 mai 2021, il remporte le 10.000 mètres au meeting d'athlétisme de Stockholm.
Lors des Jeux olympiques 2020 à Tokyo, il ne parvient pas à se qualifier pour la finale du 5 000 m.
En décembre 2022, il remporte une médaille de bronze aux Championnats d'Europe de cross-country en épreuve individuelle. Lors des Championnats d'Europe de cross-country 2023 à Bruxelles, il remporte la médaille d'or en cross par équipes et termine 11e en individuel. Lors des Championnats d'Europe de cross-country 2024 à Antalya, il remporte la médaille d'argent en cross par équipes et termine 4e en individuel.
En mai 2024, il se qualifie à Stockholm pour les Jeux olympiques 2024 à Paris en améliorant son record sur 5 000 m à 12 min 56 s 53, se rapprochant ainsi du record de Belgique. Lors des Jeux olympiques 2024 à Paris, il termine 19e de la finale du 10 000 m en courant en 27 min 51 s 52. Il se qualifie pour la finale du 5 000 m se classant troisième de sa série en 13 min 52 s 18. Il termine à la 8e place en courant en 13 min 18 s 10.
En janvier 2025 à Valence, il bat le record de Belgique du 10 km sur route en 27 min 10 s. En février à Monaco, il bat le record de Belgique du 5 km sur route en 13 min 15 s. En avril, aux championnats d'Europe de course sur route qui se déroulent en Belgique, il termine troisième du 10 km en 27 min 58 s. Il remporte également la médaille de bronze par équipe.
Il est affilié à l'Olympic Essenbeek Hal et est membre du collectif d'athlètes Runner’s Lab Athletics Team, équipe de sportifs professionnels de plusieurs nations spécialisés sur les longues distances. Depuis 2016, il a un contrat professionnel de sportif avec l'agence Sport Vlaanderen.

## Palmarès

### Championnats d'Europe d'athlétisme en salle
| Année | Épreuve | Classement | Temps         |
| ----- | ------- | ---------- | ------------- |
| 2021  | 3 000 m | 2e         | 7 min 49 s 41 |

### Championnats d'Europe de cross-country
| Année | Catégorie   | Classement |
| ----- | ----------- | ---------- |
| 2018  | Individuel  | 2e         |
| 2019  | Par équipes | 2e         |
| 2022  | Individuel  | 3e         |
| 2022  | Par équipes | 3e         |
| 2023  | Par équipe  | 1er        |
| 2024  | Par équipes | 2e         |

### Championnats d'Europe de course sur route
| Année | Distance | Catégorie  | Classement | Temps       |
| ----- | -------- | ---------- | ---------- | ----------- |
| 2025  | 10 km    | Individuel | 3e         | 27 min 58 s |
| 2025  | 10 km    | Par équipe | 3e         | -           |

### Champion de Belgique
En extérieur
| Épreuve       | Année                  |
| ------------- | ---------------------- |
| 1500 m        | 2014                   |
| 5000 m        | 2020                   |
| 10000 m       | 2023                   |
| Cross-country | 2015, 2017, 2018, 2023 |

En salle
| Épreuve | Année |
| ------- | ----- |
| 3000 m  | 2022  |

## Records personnels
En extérieur
| Épreuve         | Prestation     | Date            | Lieu                |
| --------------- | -------------- | --------------- | ------------------- |
| 1 500 m         | 3 min 36 s 51  | 16 juin 2018    | Marseille           |
| 5 000 m         | 12 min 56 s 53 | 15 mai 2024     | Stockholm           |
| 10 000 m        | 27 min 7 s 97  | 16 mars 2024    | San Juan Capistrano |
| 5 km sur route  | 13 min 15 s    | 9 février 2025  | Monaco              |
| 10 km sur route | 27 min 10 s    | 12 janvier 2025 | Valence             |

## Distinctions
- Sportleeuw 2017-2018 de la commune de Leeuw-Saint-Pierre.